# Spoorlijn Grenoble - Montmélian
De spoorlijn Grenoble - Montmélian, ook wel de "Sillon Alpin Nord" genoemd, is een geëlektrificeerde dubbelsporige spoorlijn in Frankrijk op normale spoorbreedte. Zij verbindt Grenoble, dat op de lijn Lyon - Marseille ligt, met Montmélian gelegen op de lijn Culoz-Modane.
De lijn ligt volledig binnen de regio Auvergne-Rhône-Alpes, in de Grésivaudan-vallei, en maakt samen met de lijn Valence - Moirans, verbindingen mogelijk tussen de Noordelijke Alpen en het Middellandse-Zeegebied. Zij was het voorwerp van de grootste moderniseringscampagne in Frankrijk in de periode rond 2010.
Zij heeft nummer 909 000 van het nationale spoorwegnet.

## Geschiedenis

### 19e eeuw
De lijn werd op 1 en 31 augustus 1860 van openbaar nut verklaard.
De concessie werd verleend aan de Compagnie des chemins de fer de Paris à Lyon et à la Méditerranée (PLM) met een overeenkomst tussen de bevoegde minister en het bedrijf, ondertekend op 11 mei 1863. Deze overeenkomst werd op 11 juni 1863 bij keizerlijk decreet goedgekeurd.
De lijn werd door dit bedrijf aangelegd en op 15 september 1864 in gebruik genomen.
In 1896 duurde een rit Montmélian-Grenoble, met tussenstops in Pontcharra en Lancey, 1u19 ; de rit Grenoble-Montmélian, met een tussenstop in Pontcharra, duurde 1u12.

### 20e eeuw

#### Olympische Winterspelen van 1968

##### Trajectwijziging: de Veynes-splitsing
Begin de jaren zestig breidde het verstedelijkte gebied van Grenoble zich snel uit naar het zuiden. De spoorlijn doorkruiste de stad op een oost-west-as en omvatte daardoor een tiental overwegen, met verkeersproblemen en een bron van gevaar voor de bewoners als gevolg. Ter gelegenheid van de Olympische Winterspelen van 1968, waarvan de evenementen plaatsvonden in het zuidoosten van de stad, werd kort na het station van Grenoble een omleiding van 8 km naar het station van Gières aangelegd. Dit nieuwe deel, gewoonlijk de Veynes-vertakking genoemd, heeft als officiële naam Omleiding van de lijn van Grenoble naar Montmélian en vormt lijn no 909.903 van het nationale spoorwegnet. Dit traject bevat geen enkele overweg dankzij de talrijke bruggen, waarvan de afmetingen zelfs anticipeerden op een mogelijke elektrificatie.
De oude lijn werd dan de Capuche-tak genoemd. Spoor 1 werd onmiddellijk verwijderd en van spoor 2 werd begin 1975 het deel tot Saint-Martin-d'Hères ontmanteld, en in 1983 het deel tussen deze stad en Gières. Alleen de bediening van Capuche blijft bestaan, die tussen 1985 en 1987 intensief werd gebruikt tijdens de bouwwerkzaamheden van lijn A van de tram van Grenoble, toen de afgewerkte stellen op deze tak werden afgeleverd. Tegenwoordig is de Capuche-tak niet meer in gebruik, al zijn bepaalde rails niet gedemonteerd. Een voie verte volgt de route van de oude lijn vanaf het begin van de aftakking naar de MC2-evenementenhal.

##### Station Grenoble-Olympique
De organisatie van de Olympische Winterspelen in Grenoble vereiste een tijdelijk station genaamd Grenoble-Olympique, gelegen aan de ringweg bij Eybens. Vandaag blijven alleen de perrons over.

#### Jaren 1970-1990
In 1979 stortte de brug over de Isère, gelegen in Francin, kort vóór Montmélian in. Treinen vanuit Grenoble werden vervolgens beperkt tot Poncharra en in juli 1980 werd een tijdelijke brug van het type "Bailey" geplaatst. Wanneer de nieuwe brug gebouwd werd, worden er punten voor de bovenleidingspalen voorzien. Desondanks zou de elektrificatie pas 33 jaar later plaatsvinden. De tijdelijke brug werd vervolgens opengesteld voor autoverkeer tot een nieuwe brug meer stroomopwaarts werd voltooid. Ze werd vervolgens met uitzondering van de pijlers gesloopt. Die zijn nog zichtbaar stroomafwaarts van de nieuwe spoorbrug.
Hoewel de lijn in de jaren tachtig ooit met sluiting werd bedreigd, werd in 1985 bij de elektrificatie van het traject tussen Lyon en Grenoble, deze verlengd tot het station van Gières met een stroomsterkte van 25 kV – 50 Hz.

### 21e eeuw: modernisering van de lijn

#### Eerste werken
De moderniseringswerken begonnen in 2004 met de bouw van een nieuw station in Échirolles, dat een verbinding mogelijk maakte met lijn A van de tram van Grenoble. In 2006 werd het station van Lancey heropend. Het station van Gières werd volledig geherstructureerd, met de inrichting van een centraal kopspoor en de komst van lijn C.

#### Het grootste moderniseringsproject in Frankrijk
Tussen 2007 en 2013 werd een grote werf opgestart langs de hele Sillon Alpin-lijn, tussen Montmélian en Grenoble, Grenoble en Moirans (Sillon Alpin Nord), en tussen Moirans en Valence (Sillon Alpin Sud). Dit was destijds het grootste moderniseringsproject in Frankrijk en had als doel de ontbrekende stukken te elektrificeren, de nog enkelsporige delen te ontdubbelen, het gehele traject te moderniseren en ook aan te passen om zowel het goederenvervoer te bevorderen als het gebruik door de TGV mogelijk te maken.
De door de regio Rhône-Alpes gedefinieerde doelstellingen zijn meervoudig:
- de kwaliteit van de verplaatsingen per spoor te verbeteren en van de trein een performant alternatief  voor het wegverkeer maken
- de dynamiek en de noden van de geïnduceerde verplaatsingen begeleiden in dit gebied maar ook naar Zwitserland en Italië
- het regionaal raster verbeteren, met zowel rechtstreekse verbindingen tussen de steden als voorstedelijk verkeer. Deze aanpassingen maken ook de ingebruikneming van nieuwe TER-stellen mogelijk die performanter, comfortabeler en geluidsarmer zijn.
- vrachtverkeer door de Alpen vergemakkelijken, vooral in de richting van Zuid-Frankrijk.

De volledige modernisering van de Sillon Alpin Sud, van Montmélian tot Valence, vertegenwoordigt een investering van 540 miljoen euro.
De modernisering van de lijn maakt nu de doorgang van de TGV door de Grésivaudan-vallei mogelijk. Vanaf 21 februari 2014 zette de SNCF een TGV-verbinding Annecy - Marseille op, met 3 wekelijkse retourritten van ongeveer 3,5 uur, tijdens drukke periodes. Ze bedienden de stations Aix-les-Bains, Chambéry, Grenoble, Valence TGV en Avignon TGV.
Op 4 november 2019, werd de verbinding echter plotseling stopgezet, wat de verbazing en woede van gebruikersverenigingen opwekte. Voor de verbinding tussen de Alpen en de Provence is dan immers het gebruik van het TER-netwerk nodig, waardoor de reistijden worden verlengd en het aantal overstappen toeneemt. De verenigingen hekelen ook het stopzetten van de enkelsporige verbinding aan het TGV-station van Valence, tussen het hogesnelheidsnetwerk en het nationale netwerk. Het werd speciaal voor deze verbinding gebouwd. De reden voor deze schrapping zou echter de lage bezetting van deze route zijn en dus de onrendabiliteit ervan.
De lijn dient daardoor momenteel enkel nog als omleiding van de verbinding Lyon-Grenoble.
Vanaf 2021 is een ingrijpende wijziging van de omgeving van station Brignoud ingepland met onder andere het verwijderen van de overweg, de aanleg van een brug en een onderdoorgang evenals een derde operationeel spoor tegen 2024, waardoor het mogelijk wordt om een eindpunt te organiseren voor voorstadstreinen afkomstig uit Rives en de Sillon Alpin Sud.

## Functies

### Snelheidsbeperking
De maximale snelheid ligt op 140 km/u voor het grootste deel van de route. De doorrit van het station van Montmélian gebeurt evenwel aan 60 km/u. Komende vanuit Chambéry wordt de snelheidslimiet beperkt van 140 km/u tot 110 km/u op het knooppunt Veynes en omgekeerd in de andere richting. 

### Stations en haltes
- Grenoble
- Echirolles
- Grenoble-Universiteiten-Gières
- Lancey
- Brignoud
- Goncelin
- Pontcharra
- Montmelian

Niet meer gebruikte stations voor reizigers:
- Het station Sainte-Hélène-du-Lac wordt niet meer gebruikt en de gebouwen zijn afgebroken.
- De stations Cheylas - La Buissière en Tencin - Theys zijn niet langer open voor passagiers, maar blijven bruikbaar om de kantonnering en operationele dienstverlening te garanderen.
- Het Domène-station ontvangt niet langer passagiersdiensten, maar zorgt voor de verkoop van kaartjes en de exploitatie van een privéfiliaal ; de heropening voor reizigers is gepland.
- Het station Grenoble-Olympique, gelegen in Eybens en gebouwd voor de Olympische Winterspelen van 1968, bestaat niet meer. Alleen de perrons bleven over.